# میز تحریر
میز تحریر نوعی از اسباب منزل، شرکت، مدرسه و غیره است که به منظور انجام امور اداری، تحریری، نگارش، مطالعه، کار با رایانه و غیره مورد استفاده قرار می‌گیرد. این نوع میزها معمولاً دارای کشوهایی در زیرشان هستند. این کشوها به منظور نگهداری اسباب ادارای مورد استفاده قرار می‌گیرند.

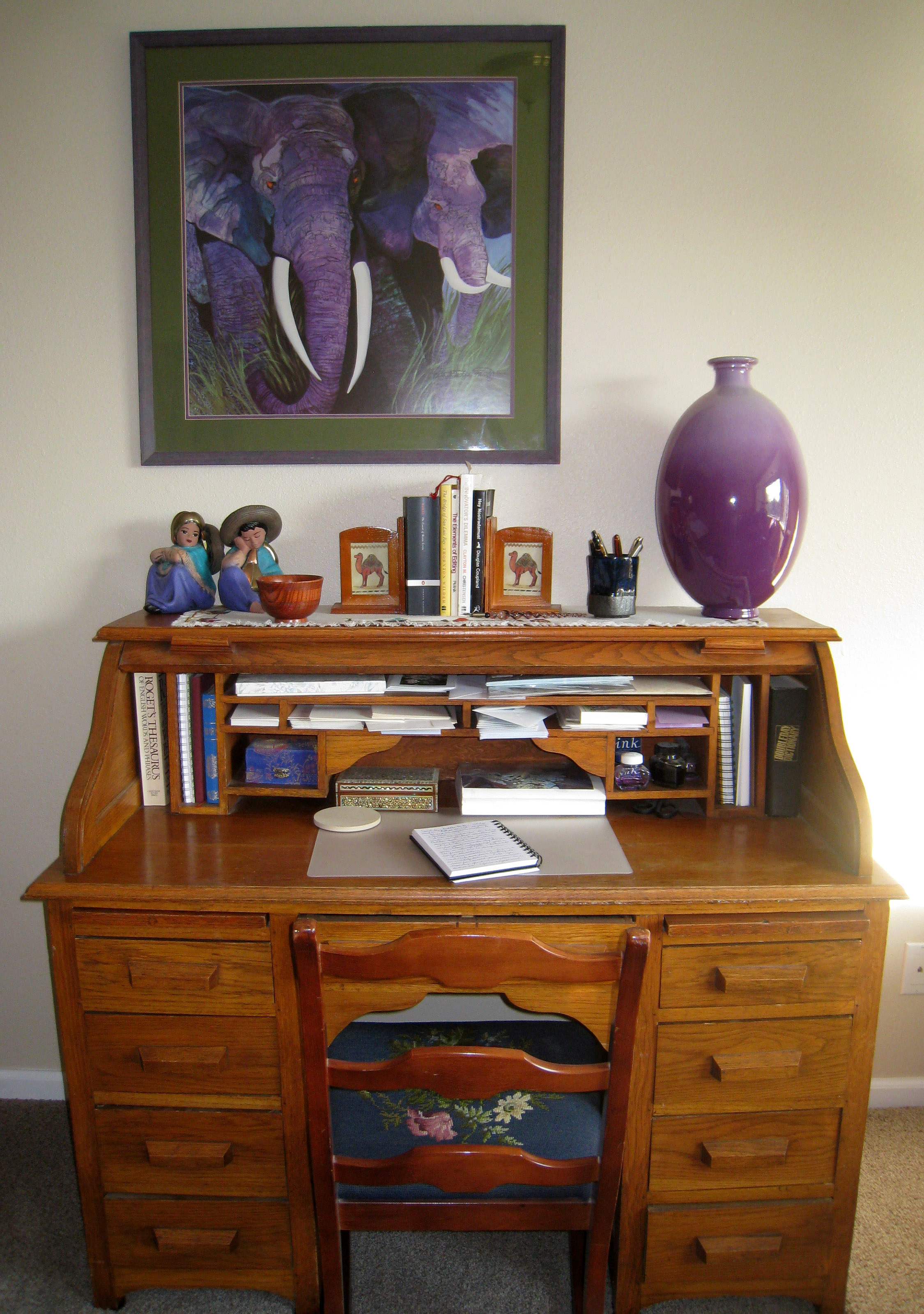
برای نگارش
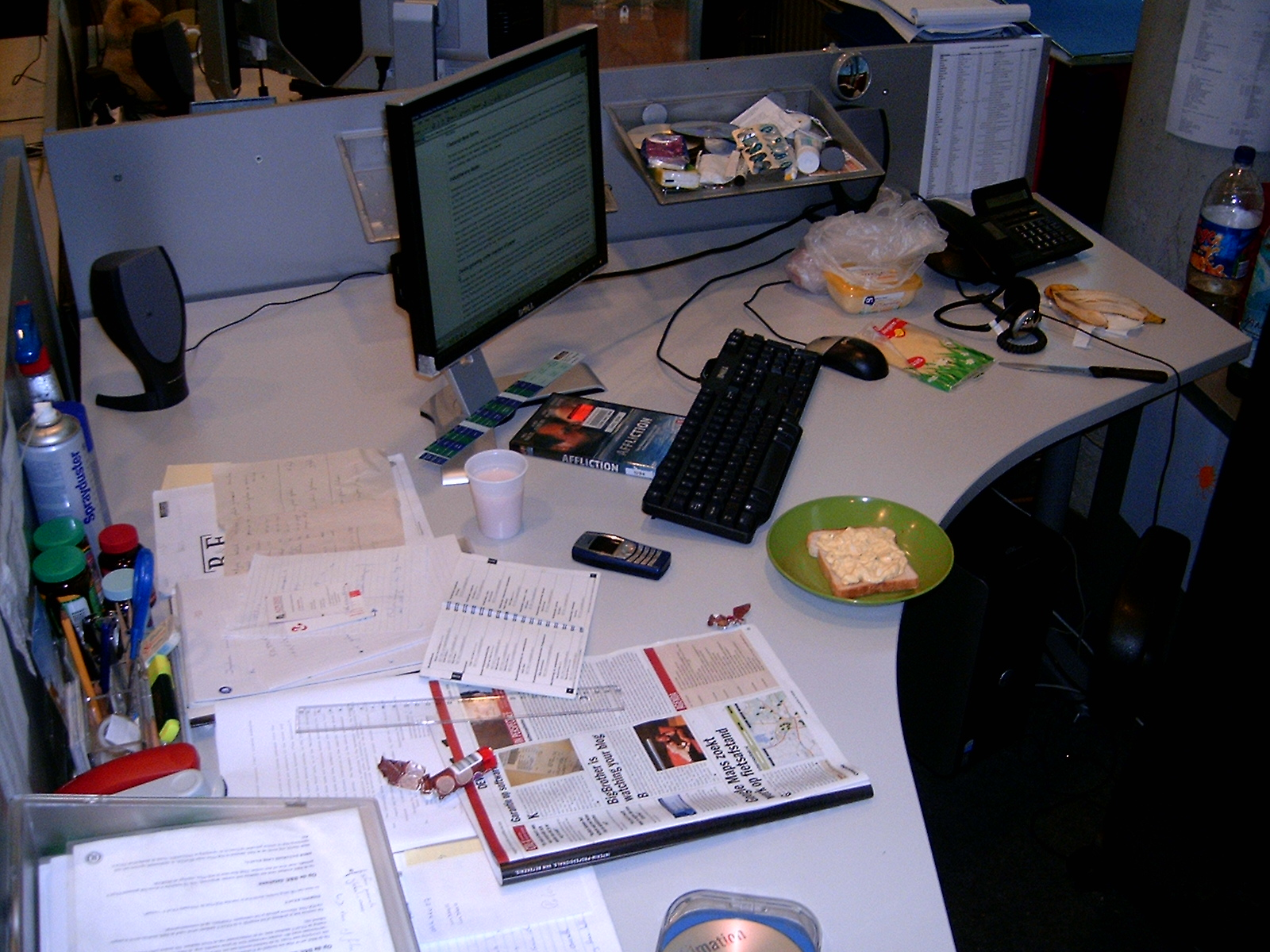
طراحی شده برای گوشه اتاق
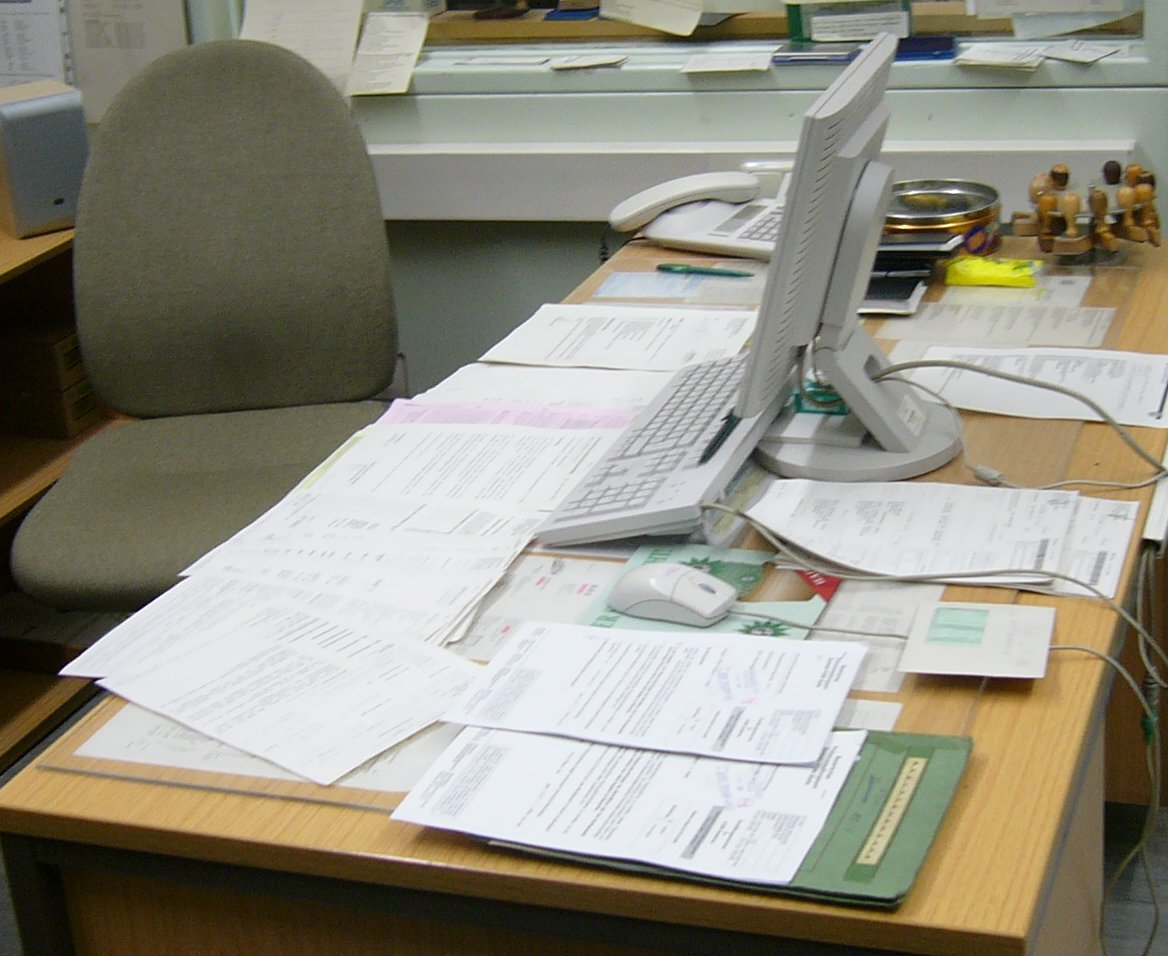
کاربری رایانه‌ای
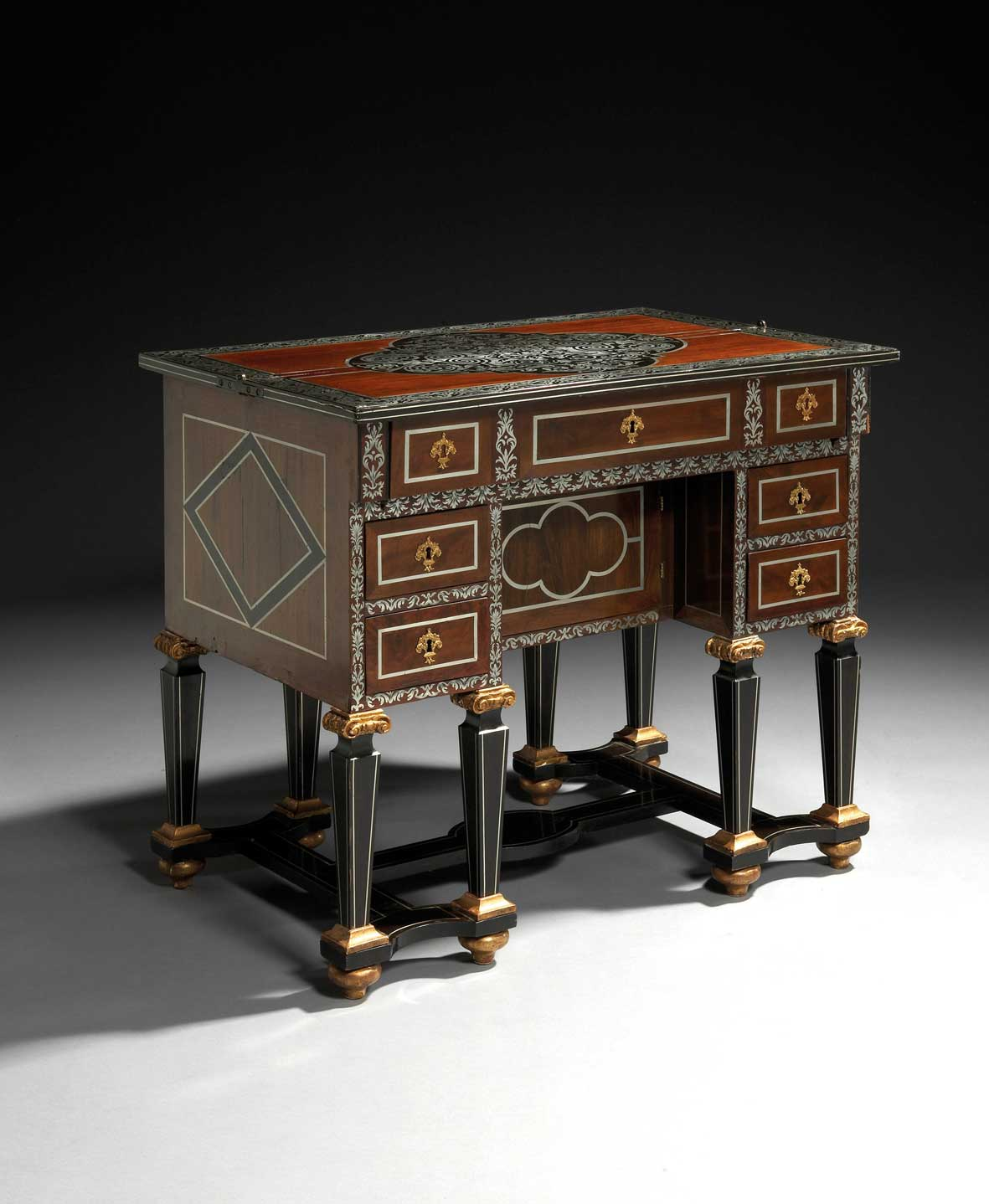
عتیقه

## انواع میزتحریرها
- میزه کلاسیک
- میزهای تاشو
- میز مطالعه کودکان
- میزهای دیواری
- میزهای کتابخانه‌دار